# Ashikaga Yoshikatsu
Ashikaga Yoshikatsu (足利 義勝?) 

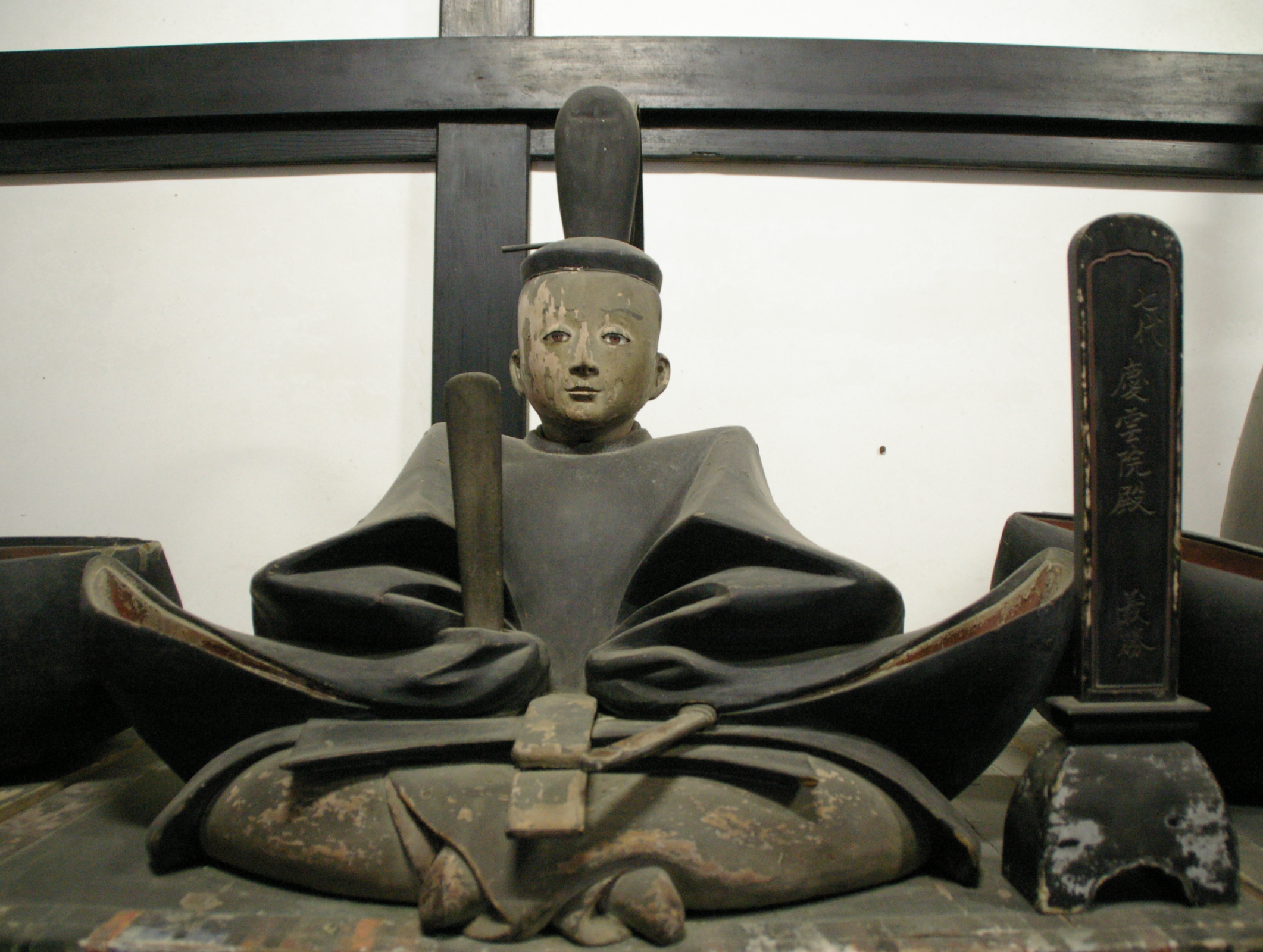
Ashikaga Yoshikatsu.

(19 de marzo de 1434 - 16 de agosto de 1443)
fue el séptimo shōgun del shogunato Ashikaga y gobernó entre 1442 y 1443 en Japón. Fue el hijo del sexto shogun Ashikaga Yoshinori.
Se convirtió en shogun a la edad de ocho años, casi un año después del asesinato de su padre en 1441. Sin embargo murió enfermo al año siguiente y fue sucedido por su hermano menor Ashikaga Yoshimasa. Su mandato da comienzo al período de declive del shogunato.
| Predecesor: Ashikaga Yoshinori | Shogun Ashikaga 1442 - 1443 | Sucesor: Ashikaga Yoshimasa |

- Datos: Q455351
- Multimedia: Ashikaga Yoshikatsu / Q455351